# Charley Pride
Charley Frank Pride (Sledge, 18 marzo 1934 – Dallas, 12 dicembre 2020) è stato un cantante e musicista statunitense.
Pride fu uno dei rari afroamericani esponenti di musica country. Ebbe successo nella prima metà degli anni '70, allorché divenne uno dei principali artisti messi sotto contratto dalla RCA Records.

## Biografia
Nato in Mississippi, nel 1967 fu il primo artista di colore ad apparire nel Grand Ole Opry. Per tutta la seconda metà degli anni '60 sfornò canzoni di successo come All I Have to Offer You (Is Me), I Can't Believe That You've Stopped Loving Me, I'd Rather Love You, Is Anybody Goin' to San Antone.
Nel 1971 pubblicò il suo brano più famoso, ossia Kiss an Angel Good Mornin'.
Vinse il Grammy Award due volte ("miglior interpretazione vocale country" e "miglior interpretazione gospel" entrambe nel 1972). Inoltre fu premiato tre volte dalla Country Music Association: due volte nel 1971 (artista dell'anno e artista maschile dell'anno) e una nel 1972 (artista maschile dell'anno). Ottenne anche tre American Music Award e nel 2000 fu inserito nella Country Music Hall of Fame.
Pride è morto il 12 dicembre 2020, a 86 anni, per complicazioni da COVID-19.

## Discografia
- 1966 - Country
- 1967 - The Pride of Country Music
- 1967 - The Country Way
- 1968 - Make Mine Country
- 1968 - Songs of Pride... Charley That Is
- 1969 - Charley Pride in Person
- 1969 - The Best of Charley Pride (raccolta)
- 1969 - The Sensational Charley Pride
- 1970 - Just Plain Charley
- 1970 - Charley Pride's 10th Album
- 1970 - Christmas in My Hometown
- 1970 - From Me to You
- 1971 - I'm Just Me
- 1971 - Did You Think to Pray (gospel)
- 1971 - Charley Pride Sings Heart Songs
- 1972 - A Sunshiny Day with Charley Pride
- 1972 - The Best of Charley Pride Vol. 2 (raccolta)
- 1972 - Songs of Love by Charley Pride
- 1972 - The Incomparable Charley Pride (raccolta)
- 1973 - Sweet Country
- 1973 - Amazing Love
- 1973 - Charley Pride Presents the Pridesmen
- 1974 - Country Feelin'
- 1974 - Pride of America
- 1975 - Charley
- 1975 - The Pridesmen
- 1975 - Sunday Morning with Charley Pride (gospel)
- 1975 - The Happiness of Having You
- 1976 - The Best of Charley Pride Vol. 3 (raccolta)
- 1977 - She's Just an Old Love-Turned Memory
- 1978 - Someone Loves You Honey
- 1978 - Burgers and Fries
- 1979 - You're My Jamaica
- 1980 - There's a Little Bit of Hank in Me
- 1981 - Roll on Mississippi
- 1981 - Greatest Hits (raccolta)
- 1982 - Everybody's Choice
- 1982 - Charley Pride Live (live)
- 1983 - Charley Pride Sings Country Classics
- 1983 - Night Games
- 1984 - The Power of Love
- 1985 - Greatest Hits Vol. 2 (raccolta)
- 1985 - Collector's Series (raccolta)
- 1986 - Back to the Country
- 1986 - The Best There Is
- 1987 - After All This Time
- 1988 - I'm Gonna Love Her on the Radio
- 1989 - Moody Woman
- 1994 - My 6 Lastest & 6 Greatest
- 1996 - Classics with Pride
- 1998 - Branson City Limits (live)
- 2001 - A Tribute to Jim Reeves
- 2003 - Comfort of Her Wings
- 2003 - Anthology (raccolta)
- 2003 - 22 All-Time Greatest Hits (raccolta)
- 2005 - 16 Biggest Hits (raccolta)
- 2011 - Choices